# 济宁港
济宁港，位于中国山东省济宁市京杭运河畔，为山东省最大的内河港口，为中国内河主要港口。济宁港年吞吐能力500万吨，有2个1000吨级泊位。
2007年6月，中国交通部发布《全国内河航道与港口布局规划》，济宁港、徐州港等定位为京杭运河与淮河水系主要港口。

## 作业区
济宁港共有10个作业区，分别为：郭庄港作业区、太西港作业区、许庄港作业区、鲁任港作业区、侨盛港作业区、常宁港作业区、京杭港作业区、京龙顺航港作业区、许庄南港作业区、银通港作业区。